# پرچین مرده

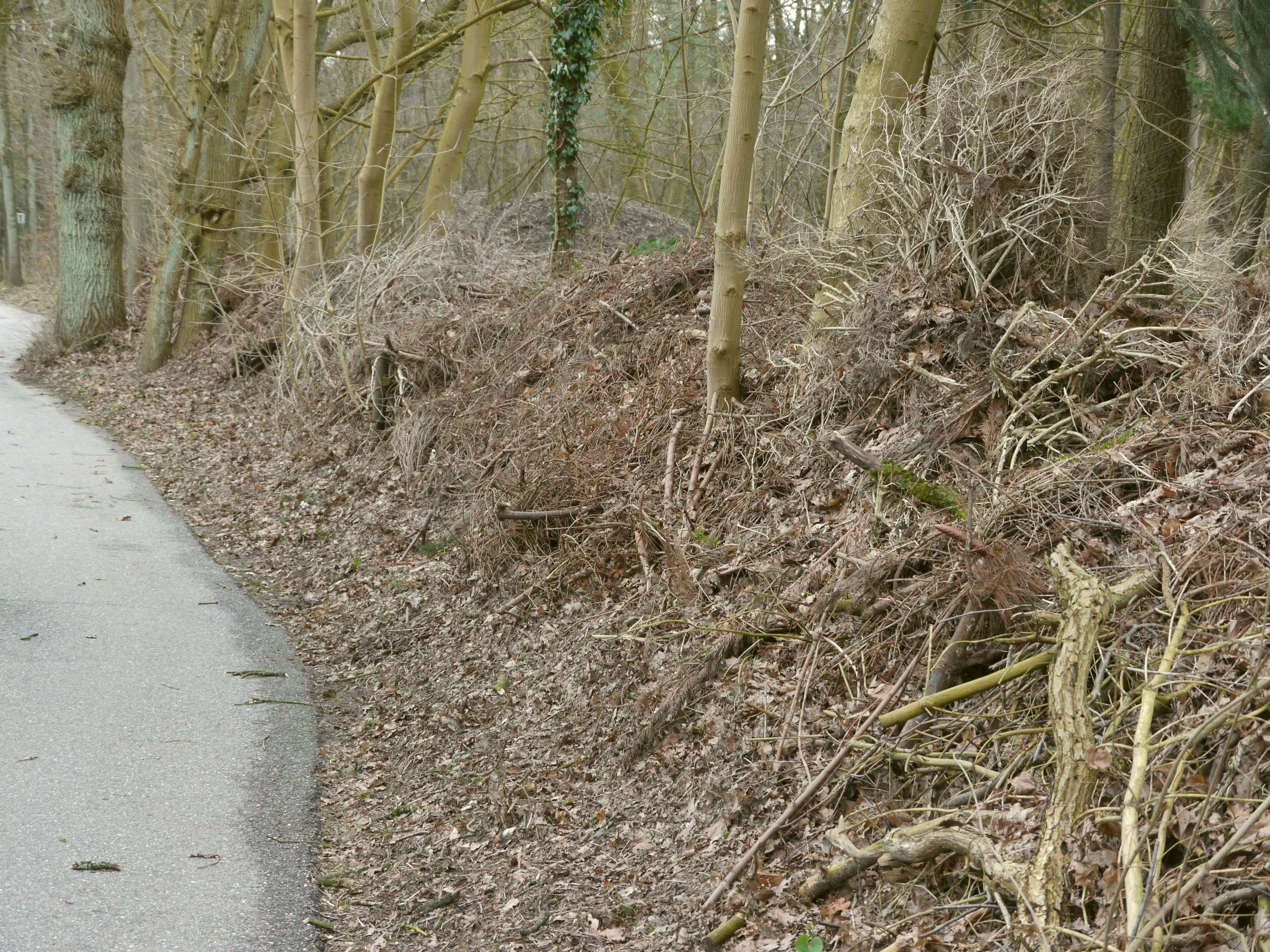
پرچین مرده‌ای که به عنوان مرز کنار جاده استفاده می‌شود

پرچین مرده (به انگلیسی: Dead hedge) مانعی است که از شاخه‌های بریده، نهال و شاخ و برگ ساخته شده‌است. این مواد را می‌توان از فعالیت‌هایی مانند هرس یا پاک‌سازی، و در اشکال سنتی مدیریت جنگل‌ها، مانند کف‌بری جمع‌آوری کرد. توالی بوم‌شناختی آن می‌تواند یک بانک سوسک یا پرچین باشد.

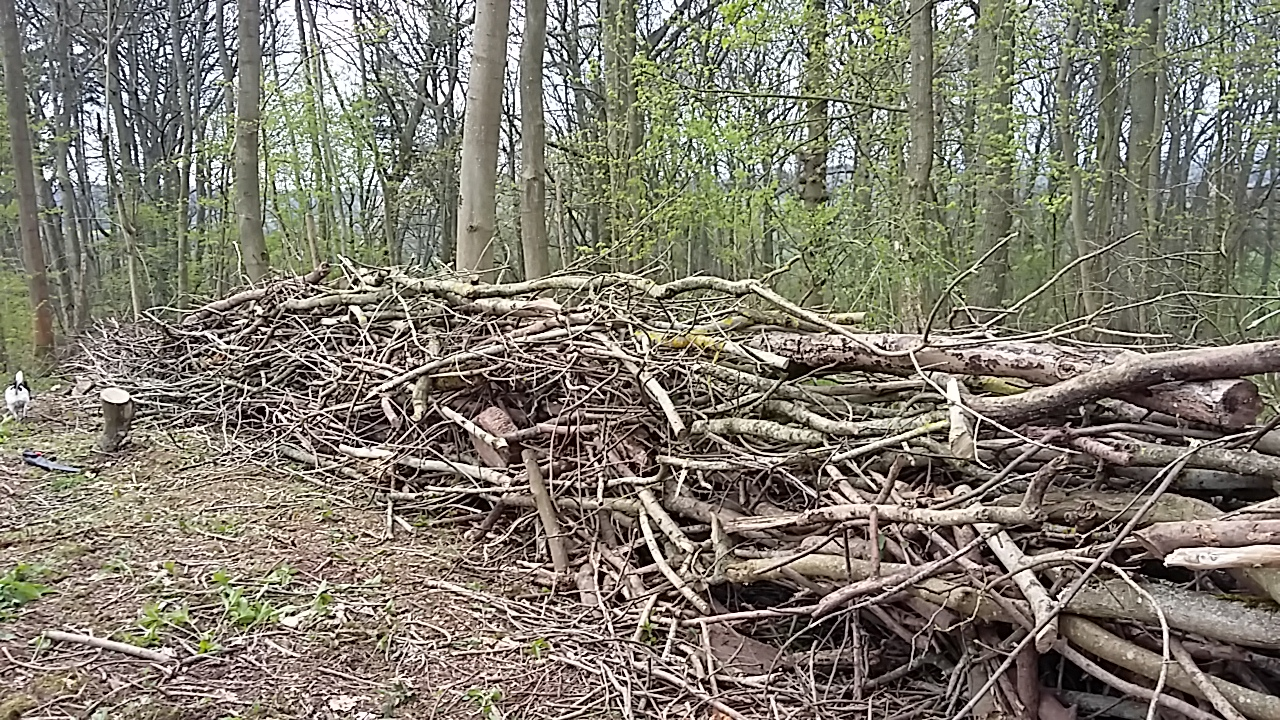
پرچین مرده‌ای که به تازگی پس از کف‌بری ساخته شده‌است (در Meephill Coppice, Worcestershire، انگلستان).

## کشاورزی
پرچین‌های مرده می‌توانند محدوده‌هایی برای دام‌ها فراهم کنند. آنها همچنین می‌توانند در کنترل بیولوژیکی آفات (به عنوان مثال، در کشاورزی ارگانیک و کشاورزی پایدار) نقش داشته باشند.
پرچین‌های مرده روشی کارآمد برای بازیافت زیست‌توده بدون نیاز به حمل و نقل یا سوزاندن از کربن را ارائه می‌دهند.